# Praußen
Praußen war ein Ort im Kreis Heiligenbeil in Ostpreußen. Seine Ortsstelle befindet sich im heutigen Munizipalkreis Rajon Bagrationowsk (Stadtkreis Preußisch Eylau) in der russischen Oblast Kaliningrad (Gebiet Königsberg (Preußen)).

## Geographische Lage
Die Ortsstelle von Praußen liegt im südlichen Westen der Oblast Kaliningrad, 21 Kilometer nordöstlich der früheren Kreisstadt Heiligenbeil (russisch Mamonowo) bzw. 31 Kilometer nordwestlich der heutigen Rajonshauptstadt Bagrationowsk (deutsch Preußisch Eylau).

## Geschichte
Als Prabisen fand der Gutsort 1543 seine erste urkundliche Erwähnung und wurde nach 1543 Prausen, nach 1591 Prawisen und vor 1785 Praußen genannt. Im Jahre 1874 wurde der Gutsbezirk Praußen in den neu errichteten Amtsbezirk Pörschken (russische Nowo-Moskowskoje) im ostpreußischen Kreis Heiligenbeil aufgenommen. 50 Einwohner zählte Praußen im Jahre 1910.
Am 30. September 1928 gab der Gutsbezirk Praußen seine Eigenständigkeit auf. Seine Ortschaft Biother Wald sowie Teile von Morren wurden mit dem Gutsbezirken Albeneck und Grünwehr in die Landgemeinde Legnitten (russisch Proletarskoje), der Rest des Ortes mit dem Restort von Morren sowie dem Gutsort Groß Klingbeck in die Landgemeinde Wargitten (russisch Oktjabrskoje) eingegliedert.
Im Jahre 1945 kam Praußen in Kriegsfolge mit dem gesamten nördlichen Ostpreußen zur Sowjetunion. Bereits in den ersten Nachkriegsjahren wurde  Praußen nicht mehr erwähnt, weder mit einer russischen Namensform noch mit einer Zuordnung zu einem Dorfsowjet. Der Ort war wohl sehr bald verwaist, und er gilt heute als untergegangen. Seine Ortsstelle liegt jetzt im Rajon Bagrationowsk (Stadtkreis Preußisch Eylau) in der Oblast Kaliningrad der Russischen Föderation.

## Religion
Bis 1945 war Praußen in das Kirchspiel der evangelischen Kirche Pörschken (russisch Nowo-Moskowskoje) eingepfarrt. Es gehörte zur Kirchenprovinz Ostpreußen der Kirche der Altpreußischen Union.

## Verkehr
Die kaum noch wahrnehmbare Ortsstelle Praußens liegt westlich einer Nebenstraße, die Proletarskoje (Legnitten) mit der auch nicht mehr deutlich erkennbaren Ortsstelle von Groß Klingbeck an der Kommunalstraße 27K-109 (Slawskoje–Laduschkin).
Der Haltepunkt O. p. 1312 km (bis 1945 hieß er Pörschken) ist die nächste Bahnstation. Sie liegt an der Bahnstrecke Kaliningrad–Mamonowo (deutsch Königsberg–Heiligenbeil), einem Teilabschnitt der einstigen Preußischen Ostbahn.